# Basquetebol nos Jogos Pan-Americanos de 1971
A competição do basquetebol nos Jogos Pan-americanos de 1971 aconteceram em Cáli, Colômbia.
Com número recorde de treze participantes, a edição teve pela primeira vez a vitória do Brasil,com a medalha de ouro, e ainda quebrou uma série de cinco conquistas dos Estados Unidos, os estadunidenses terminaram apenas em sétimo.

## Classificação final
| Posição | Time                                                                   |
| ------- | ---------------------------------------------------------------------- |
| 1.      | Brasil                                                                 |
| 2.      | Porto Rico                                                             |
| 3.      | Cuba                                                                   |
| 4.      | México                                                                 |
| 5.      | Argentina                                                              |
| 6.      | Panamá                                                                 |
| 7.      | United States                                                          |
| 8.      | Canadá                                                                 |
| 9.      | Peru                                                                   |
| 10.     | Colômbia                                                               |
| 11.     | Ilhas Virgens                                                          |
| 12.     | Haiti                                                                  |
| 13.     | [[File:{{{flag alias-1971}}}\|23x15px\|border \|alt=\|link=]] Suriname |